# 警戒区域
警戒区域（けいかいくいき）は、災害などによって身体などが被る危険を防ぐために、許可を得た者以外の出入を禁止したり、制限したり、ないしは退去が命じられる区域である。

## 概要
災害対策基本法の警戒区域は、同法第63条に基づいて災害による強制退去を命じられる区域、というものである。同法第60条の避難の指示（ないしは以前の避難勧告）や、緊急安全確保と異なり、罰則付きで区域内への立ち入りが制限ないし禁止され、許可なくその区域内にとどまる者は退去が強制される。市町村長の職権で設定されるが、その市町村長又は同法の市町村長の職権を行う市町村の職員が現場にいないときは警察官・海上保安官あるいは災害派遣を命ぜられた部隊の自衛官が警戒区域を設定あるいは立ち入りを制限・禁止、ないしは退去を命ずることができる。無断で警戒区域に侵入したり、退去命令を無視した場合は、罰則（懲役・罰金ないしは拘留）が科される。事実上かつ諸外国における避難命令に相当する。

第六十三条　災害が発生し、又はまさに発生しようとしている場合において、人の生命又は身体に対する危険を防止するため特に必要があると認めるときは、市町村長は、警戒区域を設定し、災害応急対策に従事する者以外の者に対して当該区域への立入りを制限し、若しくは禁止し、又は当該区域からの退去を命ずることができる。
２　前項の場合において、市町村長若しくはその委任を受けて同項に規定する市町村長の職権を行なう市町村の職員が現場にいないとき、又はこれらの者から要求があつたときは、警察官又は海上保安官は、同項に規定する市町村長の職権を行なうことができる。この場合において、同項に規定する市町村長の職権を行なつたときは、警察官又は海上保安官は、直ちに、その旨を市町村長に通知しなければならない。
３　第一項の規定は、市町村長その他同項に規定する市町村長の職権を行うことができる者がその場にいない場合に限り、自衛隊法（昭和二十九年法律第百六十五号）第八十三条第二項の規定により派遣を命ぜられた同法第八条に規定する部隊等の自衛官（以下「災害派遣を命ぜられた部隊等の自衛官」という。）の職務の執行について準用する。この場合において、第一項に規定する措置をとつたときは、当該災害派遣を命ぜられた部隊等の自衛官は、直ちに、その旨を市町村長に通知しなければならない。
４　第六十一条の二の規定は、第一項の規定により警戒区域を設定しようとする場合について準用する。
—災害対策基本法第63条

第百十六条　次の各号のいずれかに該当する者は、十万円以下の罰金又は拘留に処する。
一　（省略）
二　第六十三条第一項の規定による市町村長（第七十三条第一項の規定により市町村長の事務を代行する都道府県知事を含む。）の、第六十三条第二項の規定による警察官若しくは海上保安官の又は同条第三項において準用する同条第一項の規定による災害派遣を命ぜられた部隊等の自衛官の禁止若しくは制限又は退去命令に従わなかつた者
—災害対策基本法第116条
雲仙普賢岳平成新山の噴火活動時に初めて人が居住する地域に警戒区域が設定された。なお、全島避難の1986年伊豆大島三原山噴火や2000年の三宅島の噴火は、避難の勧告にとどまった。
2005年以降は、従来の災害に加えて重要影響事態やテロリズムによる災害が対象とされ、国土の一部が戦闘地域となれば国民保護のため警戒区域が定められる。重要影響事態勃発時は、屋内退避ののちに警戒区域外へ退避する。
自然災害以外では、不発弾処理時に警戒区域が設定される。

## 根拠法
- 災害対策基本法（原則市町村長が設定、違反者は10万円以下の罰金又は拘留）
- 原子力災害対策特別措置法（原則市町村長が設定、違反者は10万円以下の罰金又は拘留）
- 武力攻撃事態等における国民の保護のための措置に関する法律（原則市町村長が設定、違反者は30万円以下の罰金又は拘留）
- 水防法（水防団長・水防団員、消防機関に属するものが設定、違反者は6ヶ月以下の懲役又は30万円以下の罰金）
- 消防法の火災警戒区域（危険物の漏洩により火災発生の恐れがある場合消防長又は消防署長が設定、違反者は30万円以下の罰金又は拘留）
- 消防法の消防警戒区域（火災が発生した場合消防吏員又は消防団員が設定、違反者は30万円以下の罰金又は拘留）

以下のものは立ち入りを制限しない
- 土砂災害警戒区域等における土砂災害防止対策の推進に関する法律の土砂災害警戒区域および、土砂災害特別警戒区域（都道府県知事が設定）
- 津波防災地域づくりに関する法律の津波災害警戒区域および、津波災害特別警戒区域（都道府県知事が設定）

## 適用にまつわる問題
災害対策基本法に基づく警戒区域は適用例が極めて少なく、火山の火口周辺に常時設定されているものを除いた居住地域に対する指定は、1991年の雲仙普賢岳噴火の時が初めてだった。住民の生命は守られる半面、強制退去が命ぜられる等生活は厳しく制限を受け、経済的問題も生じる。
特に火山災害は期間が数か月と長期に及ぶため深刻で、農林水産業や商工業は、指定区域の農地や商店・工場等に立ち入ることができない所有者や従業員は就業できないことで大きな経済的損失を受けた。周辺の避難勧告地域、また降灰や売り上げ減少に見舞われた指定外の地域も含めて数十の住民組織が作られ、生活補償や事業再建支援を求める要望・陳情が行われた。個人補償を含めた特別立法については実現しなかったものの、最終的に1,000億円規模となる災害対策基金により住民や事業者への救済が図られ、200億円超の義援金も被災者の助けとなった。
災害による損失補償は被災者生活再建支援法や災害の都度自治体が立案する支援制度などが間接的にカバーする形となっているが、警戒区域指定と対になった補償制度は確立されていない。適用例が少なく、雲仙普賢岳でもそうであったように首長が決断に苦慮する背景には、措置に強制力と経済的損失を伴うにもかかわらず損失補償が明確ではないこと、設定権を持つ市町村の財政力だけでは補償が困難なこともあると考えられる。

## 適用例

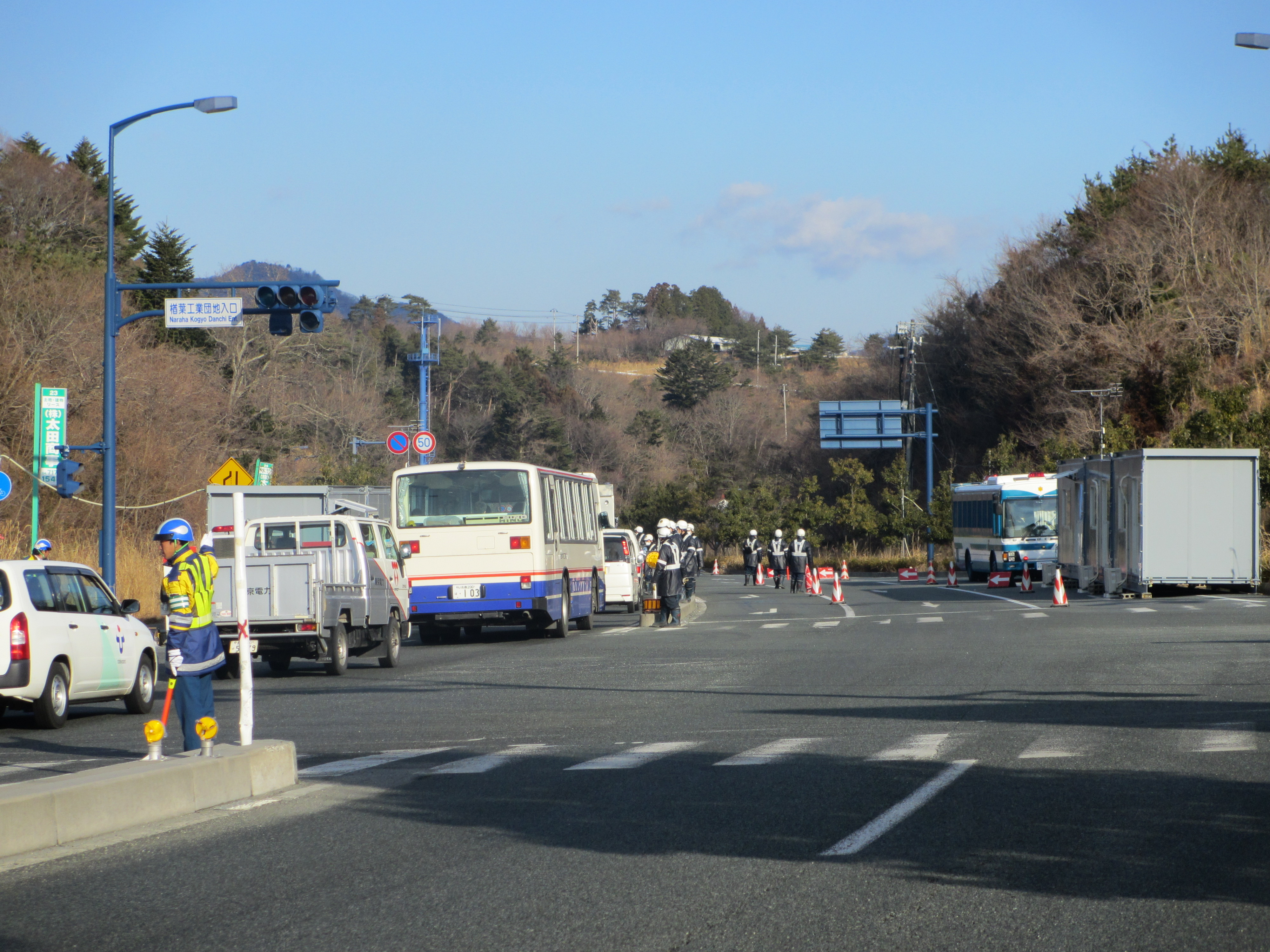
福島第一原子力発電所事故による警戒区域の検問所（福島県楢葉町）
2012年2月27日撮影

### 火山
- 浅間山火口から半径500メートル (m)、2キロメートル (km)、4km以内の区域。距離はそれぞれ噴火警戒レベル1、2、3に連動する。一部登山道を除く。
- 雲仙普賢岳・平成新山周囲。長崎県島原市・雲仙市・南島原市、山体崩壊の危険をはらんでおり、噴火停止後も継続適用されている。1991年6月7日から[7]
- 桜島山頂火口および昭和火口から半径2km以内の区域。鹿児島県鹿児島市、大きな噴石の飛散や火砕流の発生による危険[8]。
- 口永良部島新岳の火口から半径1km以内、西側は2km以内、鹿児島県熊毛郡屋久島町[9]

### 災害・事故
- 福島第一原子力発電所から半径20km以内、東日本大震災における福島第一原子力発電所事故。2011年4月22日から2013年5月27日まで。
- 奈良県十津川村、野迫川村、五條市大塔町、和歌山県田辺市のそれぞれ一部地区、2011年台風第12号およびそれ以降の集中豪雨に伴うせき止め湖決壊のおそれ。2011年9月16日から12月3日まで。
- 熊本県宇土市の一部、2016年4月14日以降に連続して発生した熊本地震および4月21日などの降雨による土砂災害のおそれ。2016年4月23日から2017年2月23日まで[10]
- 大分県豊後大野市朝地町の一部、地割れ拡大による地すべりの恐れ。2017年5月23日から2018年12月26日まで。
- 仙台市青葉区双葉ヶ丘1丁目の一部、令和元年東日本台風（台風19号）およびそれ以降の大雨による土砂災害のおそれ。2019年10月24日から12月2日まで
- 静岡県熱海市伊豆山地区の一部、令和3年梅雨前線豪雨による土砂災害発生のおそれ。2021年8月16日から[11]
- 埼玉県八潮市中央一丁目、中央二丁目、八潮二丁目、大字中馬場、大字二丁目のいずれも一部、中央一丁目付近の道路陥没事故。2025年1月29日から

### その他
- 調布市国領町・八雲台の一部、不発弾処理のため。2008年5月18日指定、同日解除。

## 暴力団対策法における警戒区域
2006年に暴力団道仁会の会長人事に反発した一部組織が誠道会を結成したことで始まる抗争により、一般人ら14人が死亡するなどの暴力事件が一部地域で多発、地域住民から対策を求める世論が広がった。
これらの事態を受け第1次野田内閣は暴力団対策法改正法案を国会に上程し、2012年7月26日に自由民主党などの賛成により制定されて2012年10月30日に施行された。同改正法により都道府県公安委員会は「特定危険指定暴力団」もしくは「特定抗争指定暴力団」を適用期間を限定して指定が可能となり、その際に当該暴力団等の縄張りや抗争発生地域に対し「警戒区域」を指定が可能となった。各特定指定に際し名あて人の意見聴取や官報による公示等従来のルールが準用されるが、国家公安委員会の確認及び審査専門委員の意見聴取手続は準用されず省略実施となる。
指定団体構成員による、警戒区域内の人の生活や企業等の業務遂行に対し、「みかじめ」要求などの暴力的要求行為、暴力団に対する損害賠償請求者を威嚇するなどの妨害行為は、改正暴力団対策法の直罰規定により、従来行われてきた中止命令等の行政処分による警告なしで3年以下の懲役若しくは500万円以下の罰金又はその併科となる。
警戒区域内において指定暴力団等が当該指定を受けている旨を告知する標章をはがす行為は、指定団体の構成員であるか否かを問わず「何人も」100万円以下の罰金となる。
警戒区域内において指定団体の構成員が、暴力的要求行為を行う目的で、面会を要求する行為、電話をかける行為、電子メールを送信する行為、居宅や事業所前のうろつき行為、5人以上の多数集合行為、つきまとい行為は禁止される。公安委員会または管区警察署長は、禁止行為の違反者に中止命令などを発令でき、発令後も反復して禁止行為に違反する「おそれ」がある場合は公安委員会または管区警察署長は防止に必要な命令を発令できる。いずれかの命令に違反した者は、3年以下の懲役若しくは250万円以下の罰金又はその併科となる。
第2次安倍内閣樹立翌日である2012年12月27日に福岡県公安委員会および山口県公安委員会は、北九州市の工藤會を特定危険暴力団に1年間指定し、福岡県は18市町、山口県は下関市を含む3市を警戒区域に設定した。12月27日に福岡県、佐賀県、長崎県、熊本県の各県公安委員会は、久留米市の道仁会と大牟田市の九州誠道会（浪川睦会）を特定抗争指定暴力団に指定し、福岡県は25市町、佐賀県は離島を除く全域、長崎県は7市町、熊本県は16市町を３か月間警戒区域に指定した。下関市は2000年に工藤會系暴力団関係者が、安倍晋三内閣官房副長官宅などに火炎瓶を投げ込む事件が発生している。
特定危険暴力団と特定抗争指定暴力団および警戒区域の指定は指定期間到達後も延長更新した。2013年6月に九州誠道会が解散を宣言し、道仁会も抗争終結を表明した。公安委員会は指定延長更新を継続し、2013年6月30日に福岡県警は暴力団対策法の直罰規定を初適用して工藤会系組員をみかじめ料要求などの疑いで「再逮捕」した。
2014年5月に両団体の会長が今後抗争を起こさないと宣誓書を福岡県警本部に提出したことを受け、2014年6月12日に4県の公安委員会は、指定を更新しないことを決定して2014年6月26日に指定は解除された。
指定解除時点で抗争による粗暴事件は沈静化していたが、暴力的要求行為による被害は続いている。国会の各議院は改正法案制定時に「暴力団員による不当な行為の防止等に関する法律の一部を改正する法律案に対する附帯決議」を決議し離脱表明者に対する援護措置や社会的孤立防止を求めていたが、県公安委員会が援護措置や社会的孤立防止のための具体的な施策を作らなかったこと、県警や暴力追放運動推進センターの離脱者救護能力が低いこと、警戒区域指定の副次的効果として離脱者に対する社会的排除が増大したこと、経済的不平等の拡大や貧困の拡大により離脱環境が悪化したことなど、様々な事情により社会復帰は限定的である。